# Alto del Gamoniteiro
El Gamoniteiro o Gamonitero (en asturiano y oficialmente El Gamoniteiru) es un alto de montaña de 1791 m s. n. m. situado en el concejo de Quirós, en España. La carretera que le da acceso alcanza los 1786 m s. n. m., y es el puerto de montaña de mayor altitud de Asturias.

## Acceso
La subida al Gamoniteiro se realiza desde el puerto de La Cobertoria tomando, poco antes de alcanzar su cima, un desvío hacia la derecha que da acceso a una estación de telecomunicaciones. Se lleva a cabo a través de la AS-230 que une Pola de Lena con Bárzana.

## Características
El ascenso desde Pola de Lena cuenta con un desnivel de 1465 m, y una longitud de 15,1 km, con una pendiente media del 9,69 %. En la cumbre del pico existe una estación repetidora con antenas de radio y televisión.

## Ciclismo
Tras un reasfaltado de su acceso, el 2 de septiembre de 2021 el Gamoniteiro fue final de la 18.ª etapa de la Vuelta a España 2021, siendo el colombiano Miguel Ángel López el primero en coronar su cima.